# Schwarzenburg (Szwajcaria)
Schwarzenburg – gmina (niem. Einwohnergemeinde) w Szwajcarii, w kantonie Berno, w regionie administracyjnym Bern-Mittelland, w okręgu Bern-Mittelland. 1 stycznia 2011 do gminy przyłączono gminy Albligen oraz Wahlern.

## Demografia
W Schwarzenburgu mieszka 6767 osób. W 2020 roku 7% populacji gminy stanowiły osoby urodzone poza Szwajcarią.

## Transport
Przez teren gminy przebiegają drogi główne nr 183 i nr 232.